# Luis de Quintanilla
Luis de Quintanilla, comendador de la Orden de Santiago, ayuda de cámara del infante don Juan, corregidor de Úbeda y de Baeza de 1513 a 1516, fue uno de los pilares del movimiento comunero en Medina del Campo.

## Biografía
Hijo del contador Alonso de Quintanilla, pertenecía al patriciado urbano de la villa de Medina del Campo, de la que recibía en concepto de alquileres de cinco a seis mil maravedíes anuales, con una fortuna evaluada en 18.750.000 maravedíes, como heredero del mayorazgo fundado por su padre, que comprendía el solar de Quintanilla en el Principado de Asturias, la casa principal de Medina del Campo, con todas las casas, mesones, juros y rentas de las que era dueño en dicha ciudad, juros y rentas en Olmedo y molinos en el río Eresma, con todos los otros heredamientos, casas, tierras de pan llevar, viñas, prados, pastos, huertos y pinares que Alonso de Quintanilla y su esposa Aldara de Lodeña, tenían en Olmedo, y las casas principales que ambos tenían en la villa de Tordesillas, «con todas las otras casas e solares» de la misma villa y otros bienes y rentas en tierras del obispado de Zamora y en el término redondo de la ciudad de Ávila. Es por su lealtad a la reina Juana, la hija de los Reyes Católicos, a los que debe el encumbramiento de su padre y sus pretensiones nobiliarias, lo que le lleva a ponerse del lado de los comuneros. Una vez que estalló el conflicto y constituida la Junta de Tordesillas, que decía actuar en nombre de la reina Juana, Luis de Quintanilla sustituyó al marqués de Denia, y a Catalina de Figueroa, su esposa, se le encomendó el cuidado de la reina. Aunque comunero convencido, tras la caída de Tordesillas resultó sospechoso para los más exaltados. El 10 de abril, doscientos caballeros leales al emperador salieron de Tordesillas dispuestos a tomar Medina del Campo. En las inmediaciones de la ermita de San Cristóbal, próxima a Medina, un contingente comunero les obligó a replegarse, pero a costa de graves pérdidas. Su primogénito, Alonso de Quintanilla, cayó prisionero de los realistas.
Concluido el conflicto Luis de Quintanilla fue, con su hijo Alonso, uno de los exceptuados del Perdón general de 1522 a pesar de la intercesión de la villa de Medina del Campo en su favor. Pero en su condición de Trece de la Orden de Santiago exigió ser juzgado por el Consejo de las Órdenes. Sin atender a las protestas del Consejo Real, así se acordó con el beneplácito del virrey, el cardenal Adriano de Utrecht, quien le ofreció luego su apoyo. En octubre de 1521 pidió al Consejo de Órdenes que retrasara la apertura del proceso hasta que el propio emperador Carlos V resolviese, y en diciembre los tres virreyes escribieron al emperador pidiéndole que Quintanilla quedase libre de todos los cargos. Alabando su intervención y la de su hijo en la guerra contra la invasión francesa de Navarra, para la que en junio de 1521 se le había permitido movilizar un pequeño ejército con el que rehabilitarse, los virreyes aducían en su defensa que si había permanecido en Medina tras estallar el conflicto lo había hecho por mantener el orden, y que cuando vio que sus esfuerzos eran inútiles no pudo dejar la villa por temor a las represalias de los rebeldes, aunque finalmente, decían, se había determinado a hacerlo «tres meses antes que Juan de Padilla fuese desbaratado». Por fin, una cédula real fechada el 12 de julio de 1524 le otorgó el perdón y la devolución de todos los bienes que le habían sido embargados.